# Coinco
Coinco ist eine Stadt und Gemeinde in der Provinz Cachapoal in der Región del Libertador General Bernardo O’Higgins in Chile. Bei der Volkszählung im Jahr 2017 hatte sie 7359 Einwohner. Die Gemeinde erstreckt sich über eine Fläche von 98,2 km².

## Bevölkerung
Die soziale Zusammensetzung von Coinco wurden offiziellen Aufzeichnungen aus dem 18. Jahrhundert (insbesondere von 1787) bestimmt, als eine Teilung des Corregimientos von Colchagua stattfand, von nun an auf Partei, in 26 Deputationen. Parallel dazu wurde eine Volkszählung durchgeführt, die eine Bestandsaufnahme der Produktionen und Hauptwirtschaftszweige beinhaltete. Es erfolgte eine Katalogisierung der Spanier, Inder und Mestizen „eher wegen ihrer Eingewöhnung in den spanischen oder indigenen Lebensstil als wegen des rein rassischen Aspekts“. Dieser Prozess führte dazu, dass etwas mehr als 74 % der Einwohner Spanier, fast 17 % Inder und etwas mehr als 8 % Schwarze waren. Bei den Indianern kamen auch Mestizen in Betracht, bei den Schwarzen kamen auch Mulatten, Sklaven oder Freie in Betracht.
Laut der Volkszählung des Nationalen Statistikinstituts von 2002 hatte Coinco 6385 Einwohner (3293 Männer und 3092 Frauen). Davon lebten 4102 (64,2 %) in städtischen Gebieten und 2283 (35,8 %) in ländlichen Gebieten. Die Bevölkerung wuchs zwischen den Volkszählungen 1992 und 2002 um 9,7 % (562 Personen). Im Jahr 2017 zählte man 7359 Personen.